# Анашкін Геннадій Володимирович
Ана́шкін Генна́дій Володи́мирович (нар. 17 грудня 1968, Куйбишев, РСФСР, СРСР) — російський військовий діяч,  генерал-полковник Повітряно-десантних військ Російської Федерації, командир 104-го гвардійського десантно-штурмового полку (2007—2012), командир 31-ї гвардійської окремої десантно-штурмової бригади (з 2012 року). Учасник бойових дій у Першій чеченській війні, Другій чеченській війні, Російсько-грузинській війні 2008 року. Герой РФ (2008).

## Життєпис
Геннадій Анашкін народився у місті Куйбишев (нині — Самара). У червні 1987 року був призваний до лав Червоної армії, службу проходив у групі радянських військ в Німеччині. У серпні 1989 року вступив до Рязанського вищого повітряно-десантного командного училища, по закінченню якого у 1993 році був відправлений на службу до 337-го гвардійського парашутно-десантного полку. Менше ніж за два роки дослужився до посади командира парашутно-десантної роти полку. З квітня 1998 року служив у 116-му окремому парашутно-десантному батальйоні, де також командував ротою.
З грудня 1999 по травень 2000 року Анашкін служив у відрядженні в колишній Югославії, де командував парашутно-десантним батальйоном у складі Миротворчих сил у Боснії і Герцоговині.
У 2003 році закінчив Загальновійськову Академію Збройних сил Російської Федерації. У липні того ж року обійняв посаду начальника штабу — заступника командира 226-го, а з вересня 285-го навчальних парашутно-десантних полків 242-го навчального центру підготовки молодших спеціалістів ПДВ. У серпні 2006 року був призначений на посаду начальника штабу — заступника командира 31-ї окремої гвардійської повітряно-десантної бригади. У червні 2007 року Анашкін прийняв командування 104-м гвардійським десантно-штурмовим полком. У серпні 2008 група Анашкіна брала участь у рейді у рамках Російсько-грузинської війни, під час якого зайняла домінантну висоту та знищила артилерійську батарею супротивника. Указом Президента Росії від 5 вересня 2008 року гвардії-полковнику Анашкіну за мужність та героїзм, що він проявив при виконанні службових обов'язків, було присвоєно почесне звання Героя Російської Федерації з врученням медалі «Золота Зірка» (№ 917). За підсумками 2008 року його полк було визнано найкращим полком ПДВ Росії.
У 2012 році Геннадій Анашкін закінчив Військову академію Генерального штабу Росії. У серпні того ж року його було призначено на посаду командира 31-ї гвардійської окремої десантно-штурмової бригади.
У листопаді 2024 року Анашкіна звільнили з посади командувача угрупуванням військ "Південь" ЗС РФ, його звинуватили в приховуванні ситуації на фронті російсько-української війни.

## Відзнаки та нагороди
- Герой Російської Федерації (2008)
- Орден Мужності
- Орден «За військові заслуги»
- Медаль ордена «За заслуги перед Вітчизною» II ступеня
- Медаль «За відвагу»
- Медаль Суворова
- Медаль «За військову звитягу» (Міноборони) I ступеня
- Медаль «За військову звитягу» (Міноборони) II ступеня
- Медаль «За зміцнення бойової співдружності» (Міноборони)
- Медаль «Генерал армії Маргелов»
- Медаль «За відзнаку в військовій службі» I ступеня
- Медаль «За відзнаку в військовій службі» II ступеня
- Медаль «За відзнаку в військовій службі» III ступеня